# Coppa Sabatini 2019
La Coppa Sabatini 2019, sessantasettesima edizione della corsa e valevole come evento dell'UCI Europe Tour 2019 e della Ciclismo Cup 2019 categoria 1.1, si è svolta il 19 settembre 2019 su un percorso di 195,9 km, con partenza e arrivo a Peccioli, in Italia. La vittoria è stata appannaggio del kazako Aleksej Lucenko, il quale ha completato il percorso in 4h22'57", alla media di 44,701 km/h, precedendo gli italiani Sonny Colbrelli e Simone Velasco.
Sul traguardo di Peccioli 58 ciclisti, su 135 partenti, hanno portato a termine la competizione.

## Squadre e corridori partecipanti
| N.    | Cod. | Squadra                       |
| ----- | ---- | ----------------------------- |
| 1-7   | NIP  | Nippo-Vini Fantini-Faizanè    |
| 11-17 | INS  | Team Ineos                    |
| 21-27 | AST  | Astana Pro Team               |
| 31-36 | TBM  | Bahrain-Merida                |
| 41-45 | UAD  | UAE Team Emirates             |
| 51-57 | ITA  | Italia                        |
| 61-67 | CHE  | Svizzera                      |
| 71-77 | ANS  | Androni Giocattoli-Sidermec   |
| 81-87 | BRD  | Bardiani CSF                  |
| 91-97 | NSK  | Neri Sottoli Selle Italia KTM |

| N.      | Cod. | Squadra                       |
| ------- | ---- | ----------------------------- |
| 101-107 | PCB  | Team Arkéa-Samsic             |
| 111-117 | CJR  | Caja Rural-Seguros RGA        |
| 121-127 | DMP  | Delko Marseille Provence      |
| 131-137 | GAZ  | Gazprom-RusVelo               |
| 141-147 | ICA  | Israel Cycling Academy        |
| 151-157 | COF  | Cofidis, Solutions Crédits    |
| 161-166 | WGG  | Wanty-Gobert Cycling Team     |
| 171-177 | IAM  | IAM Excelsior                 |
| 181-187 | SAN  | Sangemini-Trevigiani-MG.K Vis |
| 191-197 | AZT  | d'Amico UM Tools              |

## Ordine d'arrivo (Top 10)
| Pos. | Corridore         | Squadra      | Tempo    |
| ---- | ----------------- | ------------ | -------- |
| 1    | Aleksej Lucenko   | Astana       | 4h22'57" |
| 2    | Sonny Colbrelli   | Bahrain-Me.  | a 1'03"  |
| 3    | Simone Velasco    | Neri Sottoli | a 1'04"  |
| 4    | Kristian Sbaragli | Israel       | s.t.     |
| 5    | Filippo Ganna     | Ineos        | a 1'59"  |
| 6    | Davide Cimolai    | Israel       | a 2'16"  |
| 7    | Fabian Lienhard   | IAM          | s.t.     |
| 8    | Marco Canola      | Nippo        | s.t.     |
| 9    | Andrea Vendrame   | Androni      | s.t.     |
| 10   | Michael Albasini  | Svizzera     | s.t.     |